# Juan de Hoyos
Juan de Hoyos, Juan Guttierez y Fernandez de la Guerra Cayón y de Hoyos, (vers 1610 – Lagos, 22 octobre 1656) est un capitaine de vaisseau espagnol, mort de ses blessures à la suite de la bataille de Cadix, le 19 septembre 1656.
Il est le fils de Pedro Perez Gayón et de doña Maria de Hoyos, famille originaire de Santibañez, dans la vallée de Cabezón (Asturies).
En 1641 il est fait chevalier de l'ordre d'Alcantara. Plusieurs de ses frères ont aussi été chevaliers.

## Premiers voyages
Dans les années 1630, il a été chargé de construire plusieurs navires pour la Couronne espagnole. N'étant plus payé par le Trésor royal, il doit abandonner ce type de marché.
En 1651, il s'embarque sur le navire La Purificación de Nuestra Señora y San Juan Evangelista y San Antonio qui fait voile vers la Nouvelle-Espagne.
En 1653 et 1654, il navigue sur les bateaux de la flotte de Nouvelle-Espagne placée sous le commandement de Don Diego de Portugal.
Ensuite il a navigué avec la flotte du marquis de Montealegre, don Luis Francisco Núñez de Guzmán, conseiller des Indes, capitaine général propietario de l'armada de Tierra Firme jusqu'à sa mort, dont le frère, don Pedro Núñez de Guzmán, est conseiller de Castille en 1652 avant d'en devenir le président en 1669, et nommé président de la Casa de Contratación à Séville, le 15 novembre 1654.

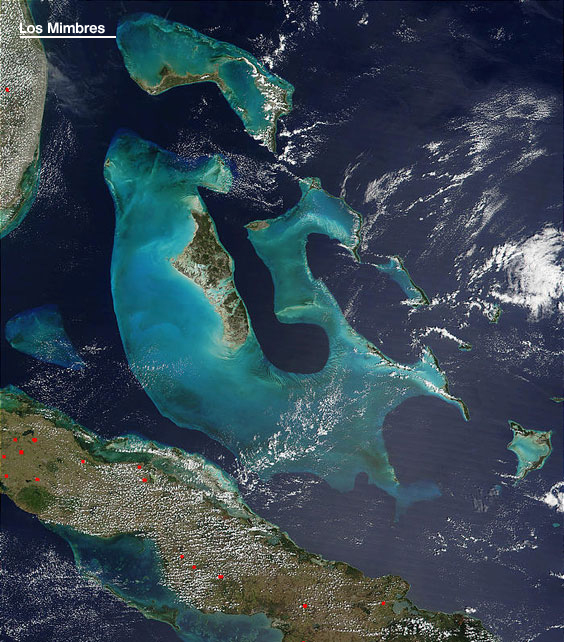
Position du banc de Los Mimbres au nord-ouest de Petit Banc des Bahamas

## Flotte des Indes de 1656
Au début de 1656, le marquis de Montealegre est le capitaine général proprietario d'une flotte de 7 navires armés pour ramener en Espagne les résidus de la production d'or et d'argent de la Nouvelle-Espagne. Il se trouve sur le vaisseau Capitana du nom de San José.  L'amiral de cette flotte est don Matías de Orellana et se trouve sur l' Almiranta nommé Nuestra Señora de las Maravillas. Don Juan de Hoyos est le capitaine du galion Jesus, Maria y José. 
Le 4 janvier 1656, les deux premiers navires de la flotte naviguant dans le détroit de Floride arrivent sur un haut fond, Los Mimbres, au large des Bahamas. À la suite d'un choc avec le Capitana, le Almiranta ou Nuestra Señora de las Maravillas, navire amiral de don Matías de Orellana, a explosé et brûlé et doit être abandonné avec une grande partie de sa cargaison d'or et d'argent. Le bateau devait transporter l'essentiel de la cargaison d'or et d'argent des Indes occidentales. Le bruit a couru en Nouvelle-Espagne que le naufrage avait coûté leur vie à 600 personnes et la perte de 12 millions de pesos de huit réaux.
Bien que le galion commandé par Juan de Hoyos ait perdu son gouvernail en touchant les hauts fonds, il réussit à récupérer des survivants, l'assistant pilote du Marvillas et 44 autres personnes, et fait une réparation de fortune de son gouvernail. Le mauvais temps l'incite à faire route alors vers Porto Rico d'où il informe le gouverneur des pertes, puis vers Carthagène des Indes pour faire des réparations où le bateau arrive le 10 mars.
Le reste de la flotte a fait route vers l'Espagne. Le El Santo Cristo del Buen Viaje est arrivé à Cadix le 2 mars. Il informe alors les autorités du naufrage et des pertes. Le Capitana ou San José du capitaine général de la flotte marquis de Montealegre, le Gobierno et la patache Margarita sont arrivés à Cadix avant le 15 mars.
Le roi d'Espagne avait demandé en 1655 au vice-roi du Pérou Luis Enríquez de Guzmán, Comte de Alva de Aliste, d'envoyer en Espagne 1 million de pesos. L' Almiranta de l'armada del Mar del Sur, parti après le 16 septembre 1655 arrive au Panama et transfère le trésor qui arrive à Carthagène des Indes le 11 novembre. Au total, le trésor correspond à 1 010 barres d'argent. 600 barres sont placées sur la Capitana San Francisco y San Diego du capitaine Marcos del Puerto, et 410 sur l'almiranta San Francisco Javier. Une partie de ce trésor a aussi servi à payer l'entretien de la flotte à Carthagène des Indiens et La Havane.
Le 26 avril, le trésor est réparti entre les trois navires, la Capitana avec 381 barres d'argent, l' Almiranta avec 424 barres et le Jesus, Maria y José de Juan de Hoyos, avec 200 barres.
Le 27 avril, une flotte quitte Carthagène pour La Havane où elle arrive le 23 mai avec des navires qui doivent rejoindre le site du naufrage du Maravillas pour essayer de retrouver une partie de la cargaison d'or et d'argent. Cette partie de la flotte est sous le commandement de Juan de Somovilla. La flotte devant  transporter en Espagne reste au port de La Havane en attendant le retour de la flotte partie sur le site du naufrage. 
Le coût du séjour de la flotte à La Havane est important et la saison des tempêtes se rapprochant, les capitaines n'ayant aucune nouvelle du sauvetage du trésor de la Maravillas décident de quitter La Havane pour rejoindre l'Espagne.
Le Jesus, Mari y José étant le navire le plus important de la flotte, il transporte le plus grand nombre de passagers. Il transporte Don Diego de Villalba y Toledo, ancien gouverneur et capitaine général de La Havane. Il devait aussi ramener Don Francisco López de Zuñiga, comte de Baides, ancien gouverneur du Chili, et sa famille, mais sa seconde fille étant fiancée avec le capitaine Juan de Hoyos, il a préféré faire le voyage sur l' Almiranta.
La flotte de 7 navires quitte La Havane le 24 juillet 1656, passe par le détroit des Bahamas :
| Nom du vaisseau                                            | Nom du capitaine                                                                                      | Armement                                                                                              |
| ---------------------------------------------------------- | --- | --- |
| Jesús, Maria y José                                        | Don Juan de Hoyos                                                                                     | Galion de 500 tonneaux, armé de 26 canons de bronze 400 hommes à bord                                 |
| San Francisco y San Diego Capitana                         | Général de la flotte don Marcos del Puerto                                                            | Patache de 380 tonneaux, armé de 20 canons 200 hommes à bord                                          |
| Nuestra Señora de la Popa y San Francisco Javier Almiranta | Amiral, don Francisco de Esquivel y Zárate Capitaine, don Antonio de Quintana Pilote, Gaspar González | Galion de 500 tonneaux, armé de 24 canons 200 hommes à bord                                           |
| Nuestra Señora de la Victoria                              | Juan Rodriguez Calderón                                                                               | Hourque (urca en espagnol) de 450 tonneaux, armé de 26 canons en fer et 4 en bronze 200 hommes à bord |
| Profeta Elias Nuestra Señora del Rosario y San Antonio     | Juan de la Torre                                                                                      | Hourque de 450 tonneaux, armé de 18 canons en fer et 11 en bronze 200 hommes à bord                   |
| Nuestra Señora de Rosario y San Diego                      | José de Parades                                                                                       | Hourque, armé de 24 canons 200 hommes à bord                                                          |
| -                                                          | José de Pimienta                                                                                      | Patache                                                                                               |

et passe à côté du site du naufrage de l' Almiranta, 7 mois plus tôt.

## Bataille de Cadix de 1656
La flotte croise un bateau portugais allant aux Açores qui leur apprend qu'une flotte anglaise croise le long des côtes espagnoles mais qu'elle s'est éloignée des côtes un mois plus tôt. La flotte des Indes décide de continuer son voyage vers Cadix. Le 18 septembre, la flotte commence à voir de mont Higo et dans l'après-midi, la côte est visible, devant Ayamonte, Huelva et Arenas Gordas et passe au coucher de soleil devant le couvent de Nuestra Señora de Regla de Chipiona que le Capitana salue de trois tirs de canon, puis passe devant Sanlúcar de Barrameda. On envoie la patache en avant vers Cadix pour prévenir de l'arrivée de la flotte et le capitaine du Capitana fait son rapport sur la cargaison du trésor royal se trouvant à bord. Les navires espagnols commencent leur arrivée vers Cadix avant le lever du soleil, le 19 septembre. Des voiles apparaissent à l'horizon d'abord prises pour des bateaux de pêcheurs.
Le Profeta Elias est capturé par le HMS Tredagh. Don Juan Rodriguez Calderón voyant que son navire a perdu la plupart de ses hommes, met le feu au Nuestra Señora de la Victoria qui coule avant que les Anglais montent à bord. À mi journée, le Speaker, le Plymouth, le Bridgewater, le Diamond sont arrivés sur le lieu du combat naval et attaquent l' Almiranta. La plupart des soldats ayant été tués, son bateau étant sur le point d'être abordé, l'amiral don Francisco de Esquivel décide de mettre le feu à son bateau. L' Almiranta explose. Le marquis de Baides, son épouse et une de ses filles sont tués. Ses trois fils et deux de ses filles après s'être jetés à la mer sont faits prisonniers ainsi que l'amiral. Le Jesús, Maria y José de Juan de Hoyos essaie de s'échapper en se dirigeant vers le port de Cadix mais rattrapé et canonné, Juan de Hoyos est blessé grièvement et le bateau doit se rendre. Don Juan de Hoyos meurt de ses blessures dans l'hôpital de Lagos, le 22 octobre, à l'âge de 46 ans. Le Nuestra Señora de Rosario y San Diego réussit à rejoindre Cadix.  Le Capitana de don Marcos de Puerta est attaqué par plusieurs bateaux anglais, il arrive à s'en dégager, revient pour aider mais voit que l' Almiranta est en feu et décide alors de rejoindre Cadix. José de Pimenta a préféré échouer son bateau sur la plage.
Si la plupart des bâtiments ibériques parviennent à s'échapper, les Anglais en détruisent trois et en capturent deux, s'emparant à cette occasion d'un butin considérable évalué à près de 200 000£ de l'époque.
Les Espagnols ont subi une perte estimée à 14 300 000 pièces de huit (réaux), 272 pièces d'artillerie et 1 400 hommes. Les Anglais ont gagné 2 bateaux, 4 000 000 pesos et 54 pièces d'artillerie.

## Copla
L'histoire de Juan de Hoyos est restée dans la mémoire grâce à une copla par un poète anonyme :
A Don Juan de Hoyos,
enamorado de la hija
del Marqués de Baides.
En defensa de su dama
Don Juan de Hoyos se empeñó ;
En su nombre tropezó
Mullida estaba la cama
El Inglés puso la llama
El amor avivó el fuego,
Hallose en el agua ciego,
Mojaronse las alas,
Y en viendo que llueve balas
Se dio por perdido luego
Por las Indis de Castilla
No daré una blanca ya
Que el Inglés acá ni alla
No deja pasar barquilla.

## Source
- Dave Horner, Shipwreck: A Saga of Sea Tragedy and Sunken Treasure, p. 94-112, Sheridan House, Dobbs Ferry, 1999  (ISBN 1-57409-084-4) ( lire en ligne )
- Montserrat Fernández Martínez, Victoria Stapells Johnson, Escuadra de 1656 : un combate naval en la bahia de Cadiz